# Rudolf Schadow
Rudolf Schadow, né à Rome en 1780, mort dans la même ville en 1822, est un sculpteur allemand, fils et élève de Johann Gottfried Schadow. 
Envoyé à Rome par le gouvernement prussien à l’âge de dix-huit ans et recommandé à Bertel Thorvaldsen et à Antonio Canova, qui achèvent de le former, il devient un artiste remarquable. Ses œuvres  le mettent aussitôt en renom, et il se voit alors accablé de commandes. Les nombreux travaux qu’il exécute achevent de ruiner sa santé fragile.

## Œuvres
- Pâris
- Porteuse de lampe
- Socrate chez Theodola, bas-relief
- Épisode du déluge, bas-relief
- Pâris et Hélène
- Électre et Oreste
- Julius Mansuetus mourant dans les bras de son fils, groupes
- Jeune fille attachant ses sandales
- Fileuse
- Jeune fille aux pigeons
- Diane
- Vierge tenant l’Enfant Jésus
- Saint Jean-Baptiste
- Pâris devant les trois déesses
- Amour
- Discobole
- Danseuses, groupe
- Enlèvement des filles de Leucippe, bas-relief
- Combat des Dioscures, bas-relief
- Tombeau du marquis de Lansdowne
- Tombeau de la mère du général Kœller
- Buste de Hændel

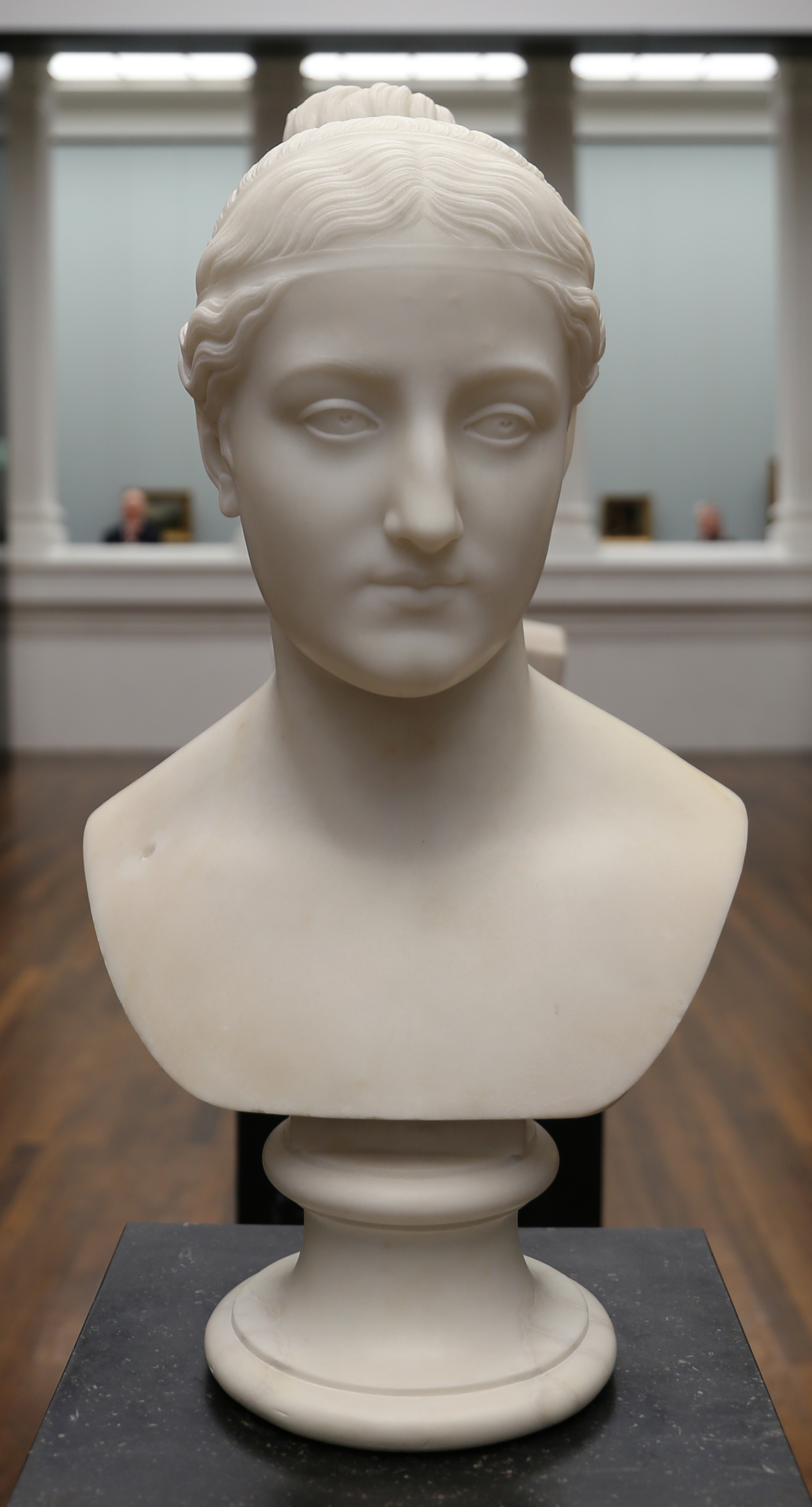
Vittoria Buti, 1816, Alte Nationalgalerie, Berlin
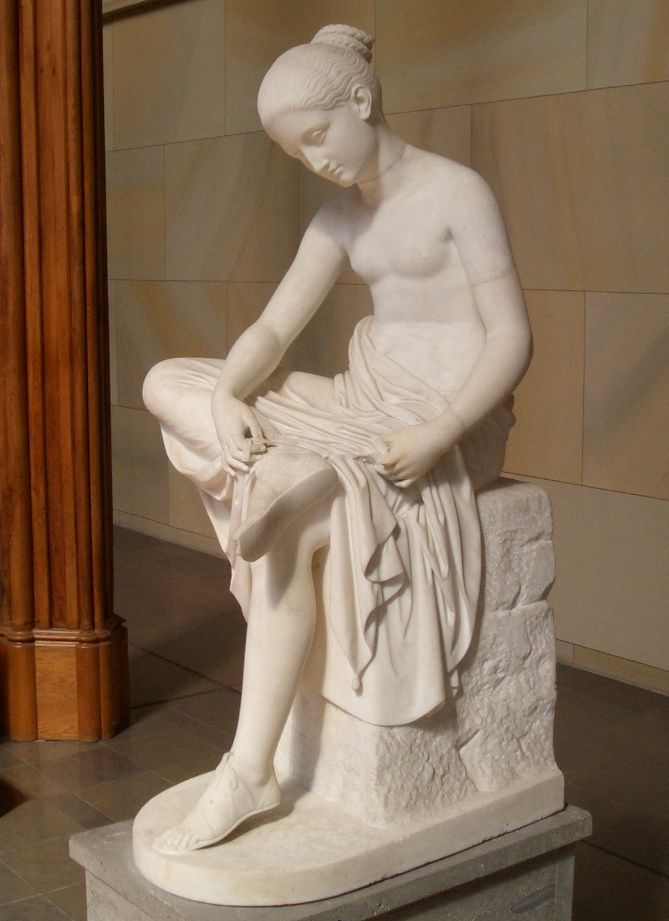
Jeune fille attachant ses sandales, 1817, Nationalgalerie, Berlin
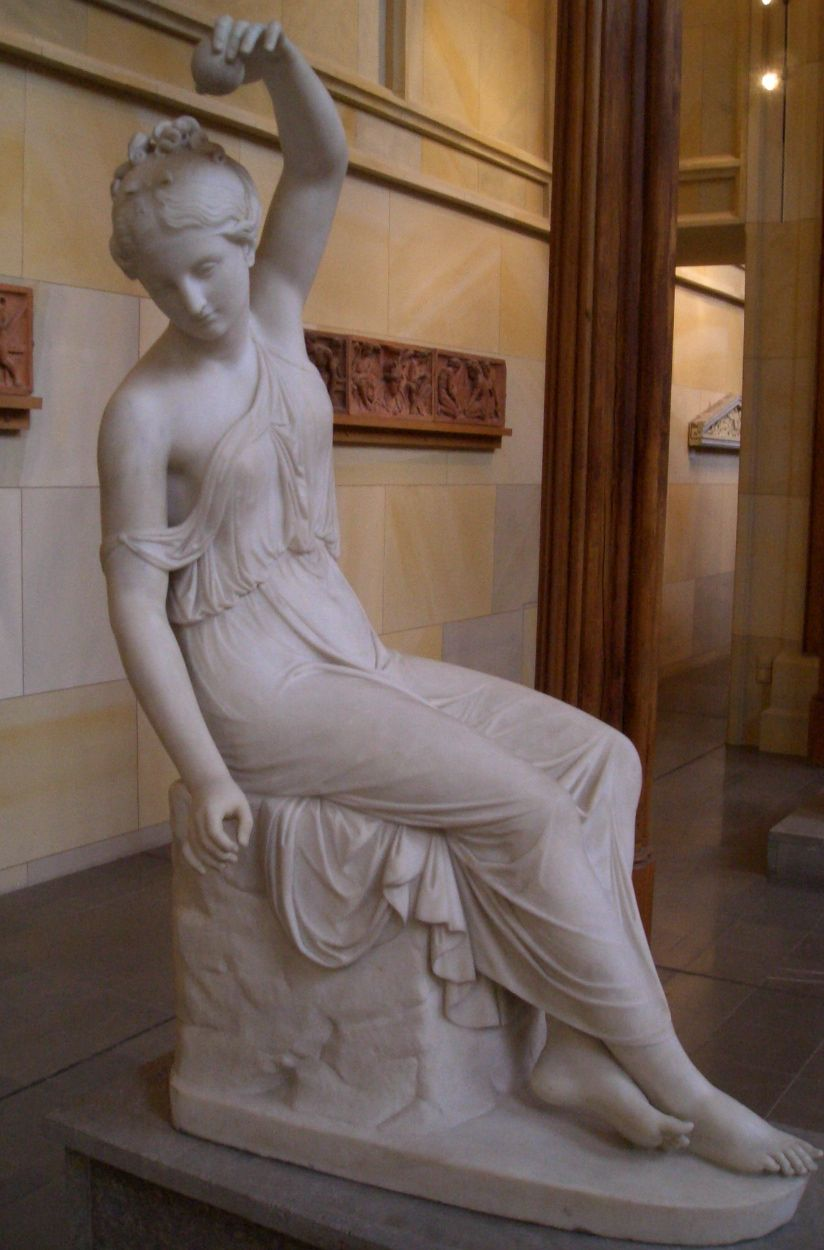
Die Spinnerin, 1818, Nationalgalerie, Berlin
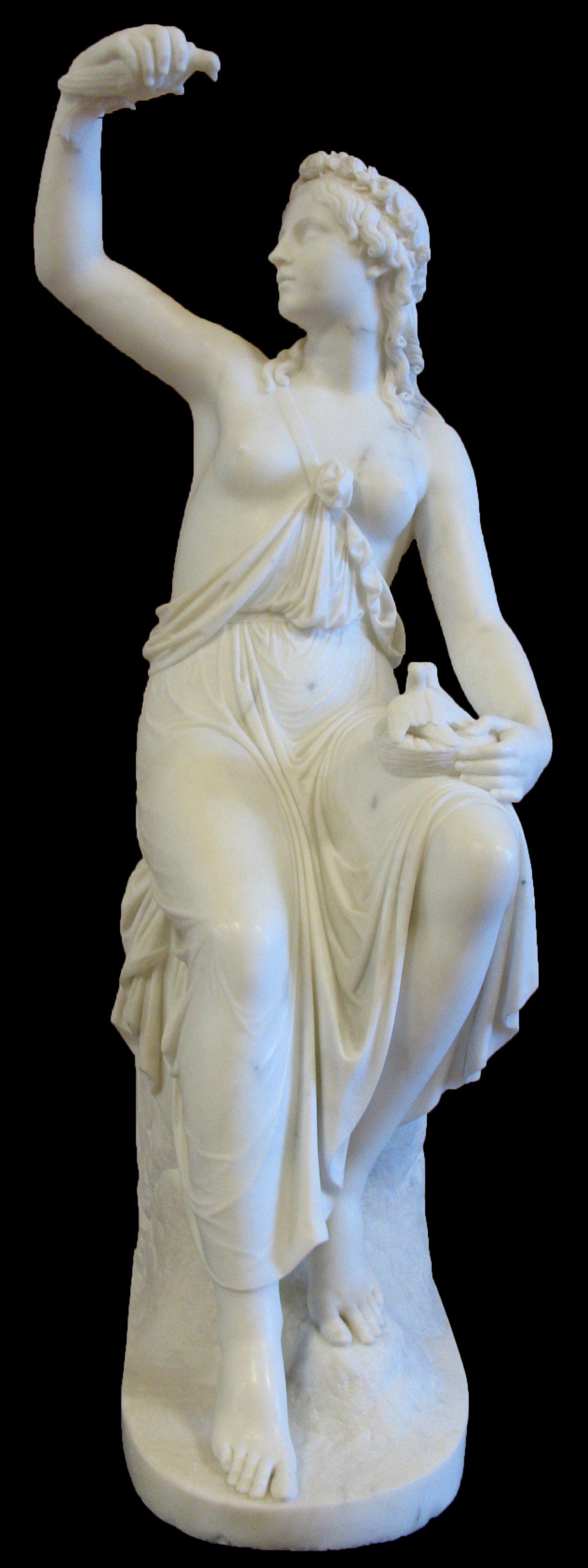
Jeune fille aux pigeons, 1820, Nationalgalerie, Berlin
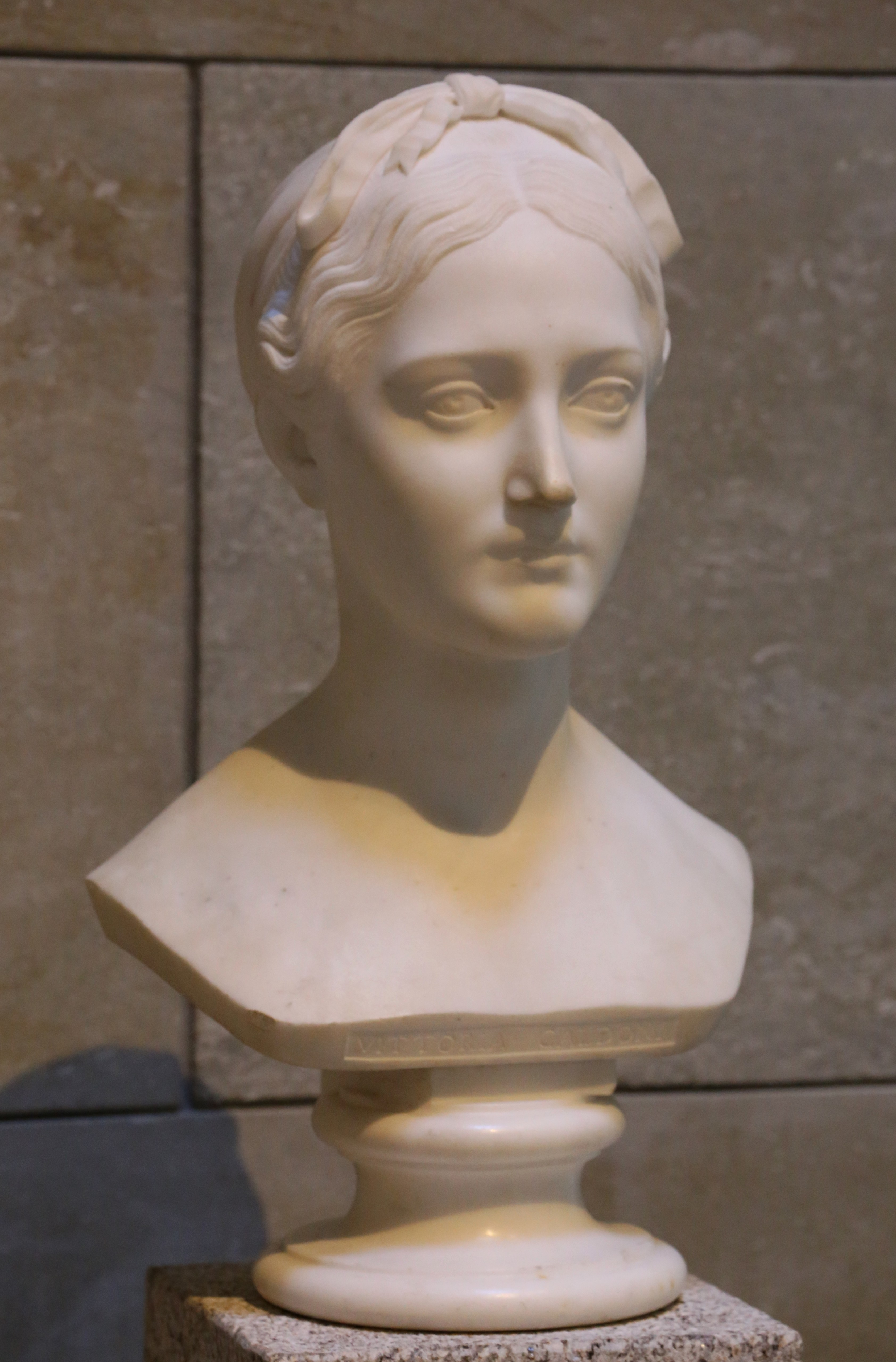
Vittoria Caldoni, 1821, Neue Pinakothek, Munich
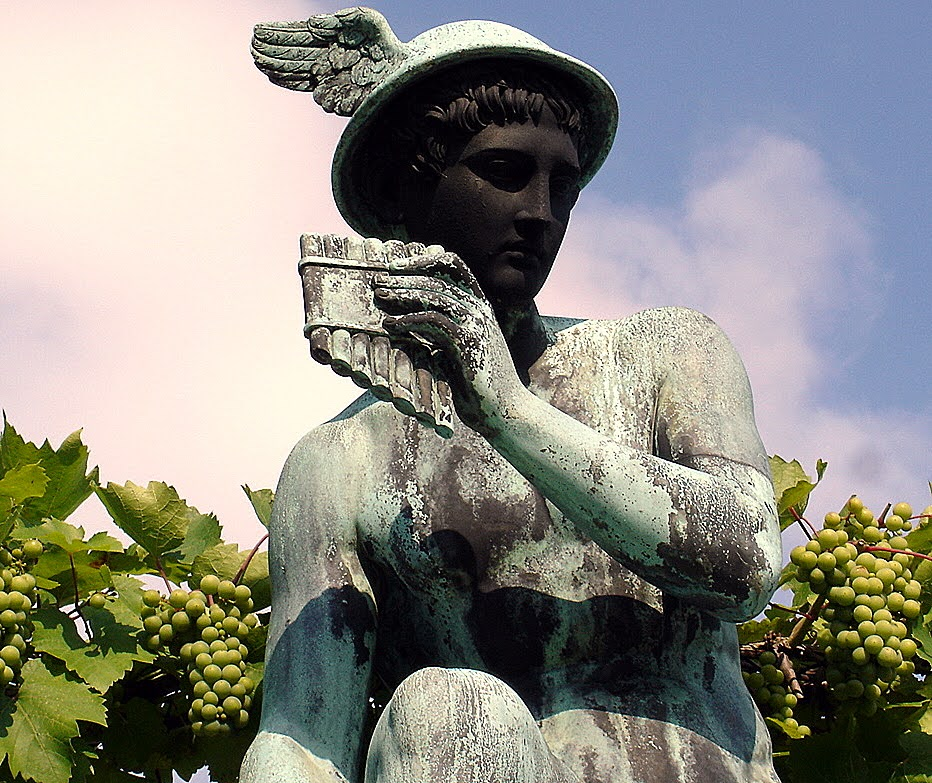
Mercure avec une flûte de Pan, parc Charlottenhof

Son dernier ouvrage est le groupe Achille protégeant le corps de Penthésilée. Il meurt avant d’avoir pu y mettre la dernière main. Le roi de Prusse, après en avoir fait l'acquisition, confie à Wolf, cousin de Schadow, le soin de l’achever.